# Vă găsesc fermecător
Vă găsesc fermecător (în franceză Je vous trouve très beau) este un film de comedie francez din 2006 distribuit de compania Gaumont. Este scris și regizat de Isabelle Mergault și îi include ca distribuție pe Michel Blanc, Medeea Marinescu, Wladimir Yordanoff, Benoît Turjman, Éva Darlan și Elisabeth Commelin.

## Sinopsis
Aymé, interpretat de Blanc, un fermier recent devenit văduv, este dornic să își găsească o nouă soție pentru a-l ajuta la fermă. Disperat, el este ajutat de o agenție matrimonială locală care îi sugerează să meargă în România pentru a-și găsi perechea. Acolo o întâlnește pe Elena, interpretată de Marinescu.

## Distribuție
- Michel Blanc ca Aymé Pigrenet
- Medeea Marinescu ca Elena
- Wladimir Yordanoff ca Roland Blanchot
- Benoît Turjman ca Antoine
- Éva Darlan ca Madame Marais
- Liliane Rovère ca Madame Lochet
- Elisabeth Commelin ca Françoise
- Valérie Bonneton ca Avocatul Labaume
- Julien Cafaro ca Thierry
- Arthur Jugnot ca Pierre
- Valentin Traversi ca Jean-Paul
- Raphaël Dufour ca Nicolas
- Isabelle Mergault ca Șofer de taxi

## Premiere
Filmul a avut premiera la Festivalul de Film Sarlat pe 7 noiembrie 2005. Acesta a fost proiectat și la Festivalul Internațional de Film de la Marrakech pe 13 noiembrie 2005. Pe 14 iunie 2006, filmul a fost proiectat la Seattle International Film Festival.

## Premii
| An   | Premiul                                        | Categorie                              | Destinatar        | Rezultatul   |
| ---- | ---------------------------------------------- | -------------------------------------- | ----------------- | ------------ |
| 2007 | Premiile César                                 | Cel Mai Bun Scenariu Original          | Isabelle Mergault | Nominalizare |
| 2007 | Premiile César                                 | Cel Mai Bun Actor                      | Michel Blanc      | Nominalizare |
| 2007 | Premiile César                                 | Cel Mai Bun Primul Film De Lung Metraj | Isabelle Mergault | Câștigat     |
| 2007 | Premiile Lumières                              | Cel Mai Bun Actor                      | Michel Blanc      | Nominalizare |
| 2007 | Festivalul Internațional de Film Love is Folly | Cel Mai Bun Actor                      | Michel Blanc      | Câștigat     |